# Serie de Los juegos del hambre
Los juegos del hambre (en idioma original, The Hunger Games) es una saga de novelas de ciencia ficción y aventura para jóvenes, escrita por Suzanne Collins. La serie consta de una pentalogía que sigue a la protagonista adolescente Katniss Everdeen, con dos precuelas ambientadas 64 años y 24 años antes de la serie original. El universo de la saga es una distopía ambientada en Panem, un país norteamericano que consta del rico Capitolio y 13 distritos en distintos estados de pobreza. Cada año, los niños de los primeros 12 distritos son seleccionados mediante lotería para participar en un combate a muerte de batalla real televisado obligatorio llamado Los Juegos del Hambre. Con la ayuda de armas nucleares, el último distrito se rebeló con éxito contra el Capitolio y pasó a la clandestinidad tras un tratado de paz secreto.
La serie se compone hasta ahora de cinco obras: la trilogía principal compuesta por Los juegos del hambre (2008), En llamas (2009) y Sinsajo (2010);en 2020 se lanzó la precuela autoconclusiva Balada de pájaros cantores y serpientes y en 2025 Collins publicó Amanecer en la Cosecha. Los dos primeros libros fueron cada uno best-sellers de The New York Times, y el tercer libro encabezó todas las listas de libros más vendidos de Estados Unidos en su lanzamiento.
En 2009 Lionsgate compró los derechos para adaptar cada libro a una película, formando una serie de películas, con Sinsajo dividido en dos largometrajes.
A partir de 2023, la serie ha vendido más de 100 millones de copias en todo el mundo y sigue siendo una influencia significativa en la literatura para adultos jóvenes y la cultura popular.

## Obras
- 2008: Los juegos del hambre (The Hunger Games), trad. de Pilar Ramírez, ed. Molino
- 2009: En llamas (Catching Fire), trad. de Pilar Ramírez, ed. Molino
- 2010: Sinsajo (Mockingjay), trad. de Pilar Ramírez, ed. Molino
- 2020: Balada de pájaros cantores y serpientes (The Ballad of Songbirds and Snakes), trad. de Pilar Ramírez, ed. Molino
- 2025: Amanecer en la cosecha (Sunrise on the Reaping), ed. Scholastic

## Historia
La trilogía Los juegos del hambre, se lleva a cabo en un período de tiempo futuro no identificado después de la destrucción de los países actuales de América del Norte, en un país conocido como Panem. Panem está formado por un rico Capitolio, ubicado en lo que eran las Montañas Rocosas, y doce (antes trece) distritos que lo rodean, los distritos más pobres, que atienden a las necesidades del Capitolio, y los más ricos, que son los más favorecidos. Como castigo por una rebelión en contra de este último, en la que Capitolio derrotó a los doce primeros distritos y destruyó el decimotercero, cada año un chico y una chica de cada uno de los doce distritos restantes, entre doce y dieciocho años, son seleccionados por sorteo y obligados a participar en los “Juegos del Hambre”. Los juegos son un evento televisado donde los participantes, llamados “tributos”, deben luchar a muerte en un estadio al aire libre llamado “La Arena” hasta que sólo queda un vencedor. El tributo ganador y su distrito correspondiente, recibirán grandes riquezas y alimentos respectivamente.

## Estructura
Cada libro de la trilogía de Los juegos del hambre tiene 27 capítulos y se divide en 3 secciones, de 9 capítulos cada uno. Collins dice que este formato lo tomó de sus obras de teatro, que le enseñaron a escribir en tres actos. Su anterior serie, The Underland Chronicles, fue escrita en la misma forma, ya que Collins está "muy cómoda" con esta estructura. Ella ve cada grupo de nueve capítulos, como una parte separada de la historia, y comenta que ella todavía llama a las divisiones, "saltos de actuación".

## Novelas

### Trilogía

#### Los juegos del hambre
Los juegos del hambre (en inglés: The Hunger Games) es el primer libro de la serie y se publicó el 14 de septiembre de 2008.
Katniss Everdeen, una chica de 16 años del Distrito 12, se ofrece voluntaria para los Septuagésimo Cuartos Juegos del Hambre ocupando el lugar de su hermana menor, Primrose. El varón del Distrito 12 seleccionado resulta ser Peeta Mellark. Cinna, el estilista de Katniss, la convierte en la chica en llamas, consiguiendo la atención de los patrocinadores, vitales para lograr sobrevivir a los juegos. Katniss y Peeta lucharán contra los otros tributos en conjunto, fingiendo que se aman para ganar el favor del público.

#### En llamas
En llamas (en inglés: Catching Fire) es la segunda entrega de la serie, lanzada el 1 de septiembre de 2009.
Tras el desafío de Katniss durante los Septuagésimo Cuartos Juegos del Hambre, los distritos comienzan a rebelarse, lo que provoca la ira del Capitolio contra Katniss. El presidente Snow ordena a Katniss que convenza a los distritos de que nada de lo que hizo fue por luchar contra el Capitolio, sino por amor a Peeta. Sin embargo, sus intentos de continuar fingiendo que está enamorada de su compañero no calman a los distritos. Como una medida para controlar la situación, ella y Peeta se ven obligados a competir en los Septuagésimo Quintos juegos del hambre con anteriores vencedores de los juegos con la intención de matar a Katniss y Peeta y a la rebelión de Panem contra el capitolio. Entre ellos se encuentran Finnick Odair, Johanna Mason y muchos más. Katniss deberá decidir en qué lado quiere estar: en el lado del amor (Peeta) o en el lado de la guerra (Snow).

#### Sinsajo
Sinsajo (en inglés: Mockingjay) es el tercer y último libro de la trilogía; se publicó el 24 de agosto de 2010
Katniss, ahora refugiada en el Distrito 13, y bastante deteriorada de sus experiencias, es utilizada por los rebeldes como una herramienta de propaganda para unir a los distritos en el levantamiento contra el Capitolio y el presidente Snow. Peeta y los otros que fueron capturados por el Capitolio son rescatados. Por último, un grupo que incluye a Katniss, Gale, y al todavía algo inestable Peeta, viajan al Capitolio en una misión para asesinar al Presidente Snow.

### Precuelas

#### Balada de pájaros cantores y serpientes
El 19 de mayo de 2020 se lanzó una precuela de la trilogía, titulada Balada de pájaros cantores y serpientes (en inglés: The Ballad of Songbirds and Snakes).  La novela está ambientada 64 años antes de los eventos de Los juegos del hambre, durante los 'Días oscuros' que llevaron a la fallida rebelión en Panem. La historia sigue a Coriolanus Snow, de 18 años, cuyo apellido ha caído en desgracia mientras los Snow restantes viven en la pobreza y luchan por mantener las apariencias en el Panem de la posguerra.  Snow se convierte en mentor de los décimos Juegos del Hambre anuales como su proyecto final antes de graduarse de la escuela. Snow muestra un gran compromiso al ser mentor de su tributo Lucy Gray Baird del empobrecido distrito 12 porque su victoria significa que recibirá un premio monetario que cubrirá su matrícula universitaria.  Aunque escéptico al principio, Snow cree que puede cambiar las probabilidades de los Juegos a su favor después de ver a Lucy Gray cantar desafiante durante su ceremonia de cosecha.  Durante el tiempo que pasa asesorando a Lucy Gray, Snow comienza a enamorarse de ella y debe elegir entre ella y su prometedor futuro político.  Collins le da crédito a su personaje Lucy Gray por haber introducido el concepto de entretenimiento en Los Juegos del Hambre con su talento interpretativo y musical.Songs from Lucy Gray Baird es la composición de tres EP y un álbum de la cantante estadounidense Maiah Wynne inspirados y basados en el libro. Las canciones son mayoritariamente réplicas de las canciones cantadas en el libro por Lucy Gray Baird con algunas canciones inspiradas en el personaje mismo.

#### Amanecer en la cosecha
El 6 de junio de 2024 se anunció una nueva precuela, titulada Sunrise on the Reaping en su idioma original.  La novela se desarrolla 24 años antes de los eventos de Los Juegos del Hambre, durante los 50.° Juegos del Hambre ganados por Haymitch Abernathy, y se lanzó el 18 de marzo de 2025.  Lionsgate anunció una adaptación cinematográfica también el 6 de junio de 2024, y se estrenará en cines el 20 de noviembre de 2026.

## Inspiración y origen
Collins dice que se inspiró para la trilogía, en fuentes clásicas y contemporáneas. La principal fuente clásica de la inspiración vino del mito griego de Teseo y el Minotauro. Como castigo por los crímenes del pasado, las fuerzas de Atenas, sacrificaban a siete jóvenes y siete doncellas al Minotauro, por los que murieron en un laberinto. Collins dice que aun cuando era niña la idea la aturdió, ya que "era tan cruel", como Atenas se vio obligado a sacrificar a sus propios hijos. Atenas entregaba anualmente un tributo humano a Creta, cuyo rey, Minos, sacrificaba entregándolos en el laberinto al Minotauro
.
Collins también cita a los juegos de los gladiadores romanos. Ella siente que hay tres elementos clave para crear un buen juego, "un gobierno todo poderoso y despiadado, las personas obligadas a luchar hasta la muerte, y ser una fuente de entretenimiento popular".
Una fuente contemporánea de inspiración fue la fascinación reciente de Collins con los reality shows. Se relaciona esto con Los juegos del hambre en la forma en que no son sólo entretenimiento, sino también un recordatorio a los distritos de su rebelión. Una noche Collins dice que ella estaba dándole zapeo a la televisión, donde vio a personas que compiten por un premio y luego vio las imágenes de la guerra de Irak. Ella describe cómo los dos se combinaron en una "forma inquietante", y tuvo la idea de la serie.
La primera novela de la trilogía, fue publicada por primera vez en septiembre de 2008. El 17 de marzo de 2009, Lionsgate anunció que había adquirido los derechos mundiales de distribución de la versión cinematográfica de Los juegos del hambre con la compañía Color Force. Poco después de la adquisición, Collins comenzó a adaptar el guion y las dos compañías más tarde pasaron a coproducir la película.
En llamas fue publicado por Scholastic el 1 de septiembre de 2009. La versión cinematográfica de la novela se estrenó en noviembre de 2013.

## Personajes
- Katniss Everdeen: La protagonista de la serie, Katniss compite en Los Juegos del Hambre en cada una de las dos primeras novelas y está en constante lucha entre sus sentimientos por Peeta y por Gale. Ella se convierte en la cara de la rebelión de los distritos después de que sin saberlo, desafía al Capitolio en Los Juegos del Hambre.

- Peeta Mellark: El tributo varón del Distrito 12, que ha estado secretamente enamorado de Katniss desde que eran niños. Su amor por ella es evidente en toda la serie. En Sinsajo, es secuestrado por el Capitolio, lo que hace que odie a Katniss, pero termina recuperándose.

- Haymitch Abernathy: Es el mentor y amigo borracho de Katniss y Peeta en los juegos. Él ganó Los 50º Juegos del Hambre y era el único vencedor vivo del Distrito 12 antes de que Katniss y Peeta ganaran Los 74º Juegos del Hambre.

- Primrose Everdeen: A menudo llamada simplemente "Prim", tiene 12 años (en Sinsajo tiene 13), es la hermana de Katniss, que fue elegida por el sorteo para estar en los Juegos del Hambre. Katniss se ofrece voluntaria para ocupar su lugar. Prim es una niña dulce y pequeña que todo el mundo ama, y ella con regularidad ayuda a su madre a sanar a los enfermos.

- Gale Hawthorne: El mejor amigo de Katniss y su compañero de caza. Gale es ferozmente dedicado a Katniss, y nunca cruza las fronteras para una relación romántica en toda la serie. Él es dos años mayor que ella, y perdió a su padre en la misma explosión de la mina que mató al padre de Katniss.
- Effie Trinket: Es la mujer enviada desde el Capitolio para sacar las papeletas con los nombres de los tributos en el distrito 12.

- Cinna: Estilista en los dos juegos del hambre en que Katniss participa. Los vestidos que ella luce, al momento de entrar a los juegos, están hechos por Cinna de manera que se transformen en un poderoso símbolo de rebelión contra el Capitolio. Por ello Cinna fue golpeado hasta la muerte.

- Presidente Snow: El antagonista principal de la serie, el presidente Snow, es la cabeza del Capitolio y de todos los distritos de Panem. Provocado por los dos tributos que sobreviven en Los Juegos del Hambre, obliga a Peeta y Katniss para que demuestren que la razón detrás de todo esto era que estaban locamente enamorados.

## Recepción
Los tres libros han recibido buena acogida. Han sido alabados centrándose en la cualidad adictiva de todo el primer libro, y la acción. John Green, del New York Times comparó Los juegos del hambre con la serie de Scott Westerfeld, The Uglies. En llamas fue elogiado por ser mejor que el primer libro. Sinsajo fue elogiado por su representación de violencia, la creación del mundo, y la intriga romántica.
La crítica ha venido por la "televisión real" de que el tema es "el juego de muerte", y que también está presente en Battle Royale, The Running Man y La larga marcha. Además, la "trama romántica" y el pobre triángulo amoroso fue objeto de críticas. El último libro, Sinsajo, fue criticado por los fanes del libro y la crítica por no atar los cabos sueltos.

## Adaptaciones cinematográficas
- 1. Los juegos del hambre (The Hunger Games, 2012)
- 2. Los juegos del hambre: en llamas (The Hunger Games: Catching Fire, 2013)
- 3.1. Los juegos del hambre: sinsajo - Parte 1 (The Hunger Games: Mockingjay – Part 1, 2014)
- 3.2. Los juegos del hambre: sinsajo - Parte 2 (The Hunger Games: Mockingjay – Part 2, 2015)
- 4. Balada de pájaros cantores y serpientes (The Hunger Games: The Ballad of Songbirds and Snakes, 2023)

Lionsgate Entertainment adquirió los derechos mundiales de distribución para la adaptación cinematográfica de Los Juegos del Hambre, que es producida por la compañía de Nina Jacobson y Color Force. Collins adaptó la novela para el cine ella misma, junto con Gary Ross. La película comenzó su producción en la primavera de 2011 y terminó en verano de 2011. Fue estrenada el 23 de marzo de 2012, con una clasificación PG-13. Dirigida por Gary Ross; el reparto incluye a Jennifer Lawrence como Katniss, Josh Hutcherson como Peeta y Liam Hemsworth como Gale. En llamas se estrenó el 22 de noviembre de 2013, con el elenco principal.